# Escándalo de los productos para hemofílicos
El escándalo de los productos para hemofílicos fue un problema de salud muy grave a fines de 1970 hasta 1985. Estos productos provocaron que un gran número de hemofílicos fuesen infectados con el virus del VIH y de la hepatitis C. Las compañías que estuvieron involucradas en el caso fueron: Alpha Therapeutic Corporation, Rhône-Poulenc Rorer Inc. (que es una división de Rhône-Poulenc S.A.), Bayer y su división de laboratorios Cutter, Baxter International y su división Hyland Pharmaceutical.
Se estima un rango de 6000 a 10 000 hemofílicos infectados con VIH en los Estados Unidos.
Se alegó que estas empresas contrataron y pagaron a donantes de alto riesgo, presos, ex consumidores de drogas inyectables en las instalaciones carcelarias de plasmaféresis (por ejemplo en la prisión de Arkansas, donde tuvo lugar un escándalo por el plasma) y en las ciudades que cuentan con un gran número de donantes de plasma sanguíneo usado para la producción de Factor VIII y Factor IX. Supuestamente las empresas no se alinearon a los mandatos de la ley federal de los Estados Unidos que indica excluir a los donantes con antecedentes de hepatitis viral. El medicamento se realizó utilizando mezclas de plasma de 10 000 o más donantes, y a causa de que el VIH en ese momento no podía ser eliminado, su utilización conllevaba el gran riesgo de contraer la enfermedad.
El Factor VIII proporciona el ingrediente faltante para los hemofílicos, sin el cual la sangre no puede coagularse. Mediante la inyección del mismo los hemofílicos pueden detener el sangrado o prevenir que un sangrado comience y algunas personas lo utilizan hasta tres veces por semana.

## Preocupaciones iniciales

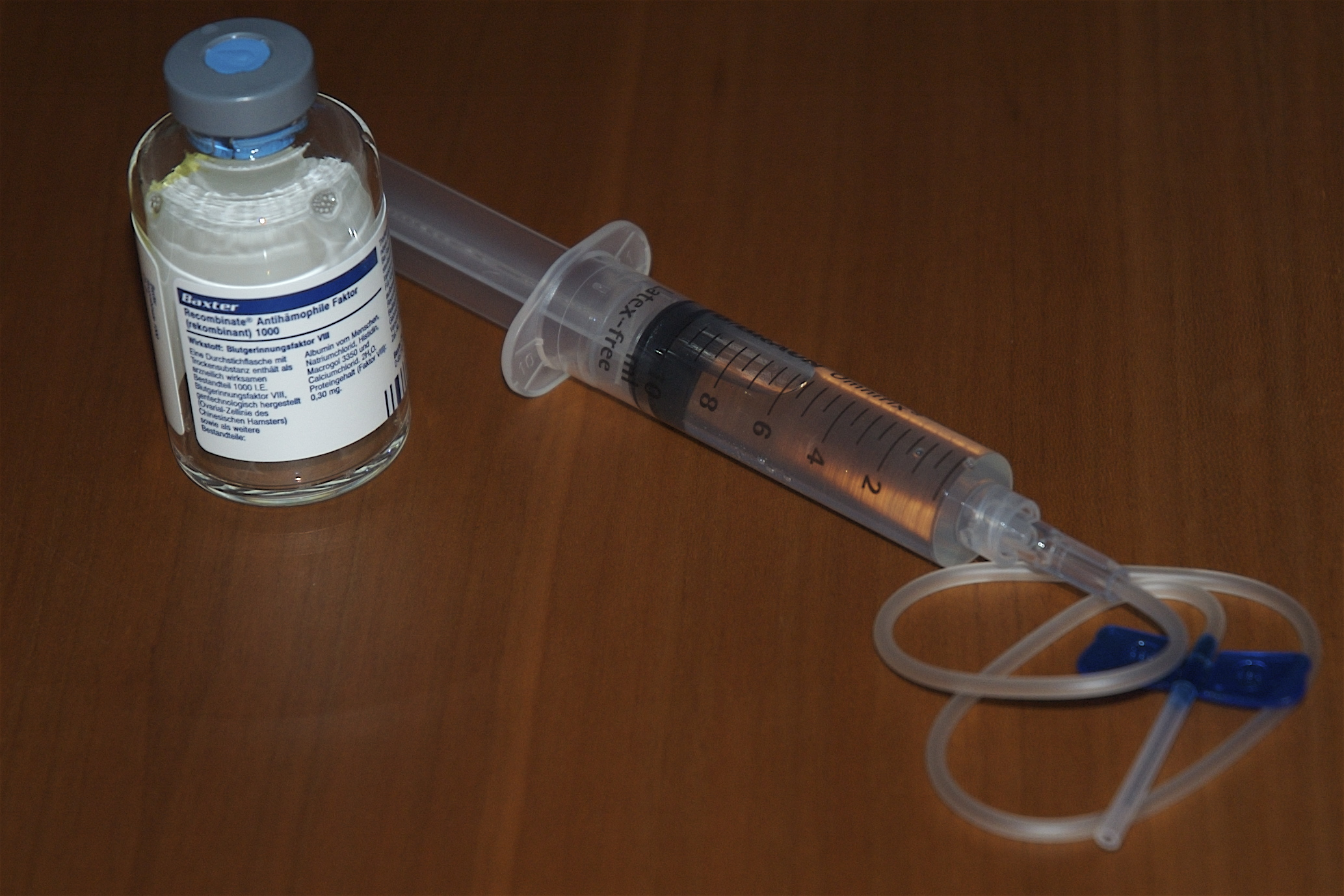
Concentrado de Factor de coagulación VIII.

En 1981 una creciente preocupación por una enfermedad hasta entonces no identificada de carácter infecciosa y asociada al colapso del sistema inmunitario se adueñó de la situación, dicha enfermedad sería más tardíamente conocida como sida. En los Estados Unidos es hallada en los usuarios de drogas intravenosas y en los homosexuales, en Francia en cambio, se la hallaba en un grupo de personas más diverso.
El 16 de julio de 1982, el Centro para el Control y Prevención de las Enfermedades (CDC) informaron que tres pacientes hemofílicos habían contraído la enfermedad.
Los epidemiólogos comenzaron a seguir la pista de que la enfermedad se transmitía a través de la sangre, con graves consecuencias para los hemofílicos que rutinariamente se inyectaban con un concentrado a base de plasma donado.
Sin un recuento específico ni pruebas de la enfermedad, las autoridades no tenían una clara idea de cuántas personas podían estar infectadas.
En enero de 1983, el gerente de compras del área de plasma de Cutter Biological de Bayer reconoció por medio de una carta que:

Hay una fuerte evidencia para sugerir que el sida se transmite a través de productos de plasma...
Gerente de Cutter Biological de Bayer.

En marzo del mismo año, el CDC advirtió que los productos sanguíneos «aparecen como responsables del sida en pacientes hemofílicos».
En mayo de 1983, un rival de Cutter comenzó a realizar un concentrado con calor y en Francia decidieron suspender todas las importaciones de concentrados para la coagulación.
Cutter temía perder clientela, según un memorando interno «se deseaba dar la impresión de la mejora continua del producto sin hablar con las personas y tener prontamente un tratamiento térmico» concentrado.
Según un estudio del gobierno, el tratamiento térmico determinaba que el virus era «indetectable» en el producto.
En junio una carta de Cutter dirigida a los distribuidores en Francia y en otros 20 países decía que «el sida se ha convertido en el centro de una respuesta irracional en muchos países» y que, «Esto es de particular interés para nosotros debido a especulaciones sin fundamento que este síndrome puede ser producido por ciertos productos sanguíneos».
Mientras tanto, Francia continuó utilizando productos calefaccionados hasta agosto.

## Ventas en Asia y en Latinoamérica
El 29 de febrero de 1984 Cutter se convirtió en la última de las cuatro grandes compañías farmacológicas de los Estados Unidos con ventas de productos sanguíneos en conseguir la aprobación de vender el nuevo medicamento caliente.
Incluso luego de que Cutter comenzó a vender el nuevo producto, hasta agosto de 1984 la compañía continuó con la fabricación de la vieja medicación, una de las razones fue que la compañía tenía varios contratos a precio fijo y se creía que el antiguo producto era más barato para la producción.
Funcionarios de Bayer, que respondían en nombre de Cutter, emitieron una declaración alegando que Cutter continuó vendiendo el antiguo medicamento «por que algunos clientes dudaban de la eficacia del nuevo medicamento», y porque algunos países demoraron en aprobar su venta. La compañía además alegó una escasez de plasma, manteniendo a Cutter con una baja producción del nuevo medicamento.
Los funcionarios de Bayer incluso agregaron que la escasez de plasma que tuvieron en 1985, dejó a Cutter sin casi poder realizar el nuevo medicamento térmico, sin embargo, el que la compañía utilizara el poco plasma almacenado para fabricar el viejo medicamento pudo haber contribuido a la escasez.
Mientras que Bayer dijo que los «requisitos de procedimiento» impuestos por Taiwán disminuyeron su capacidad de vender el nuevo producto, según dichos de Hsu Chien-Wen, un funcionario del departamento de salud en Taiwán, en el New York Times comentó que en el año 2003 que Cutter no había solicitado permiso para la venta del medicamento caliente hasta julio de 1985, un año y medio después que en los Estados Unidos.
El doctor Cindy Lai, asistente del director del departamento de salud de Hong Kong, dijo que a Cutter le hubiese llevado tan sólo «una semana» obtener una licencia de importación en 1980 para vender el nuevo producto.
Aún cuando el nuevo producto estaba siendo bien vendido para Cutter, una nota de reunión de la compañía señala que «no habría exceso sin el medicamento frío», lo que dio lugar a una orden por parte de la empresa «revisar los mercados internacionales para determinar si más cantidad de este producto se puede vender»; fue entonces cuando Cutter decidió vender millones de dólares en medicamento más antiguo a Asia y Latinoamérica, mientras que aseguraba la venta del producto nuevo en el oeste, para evitar así ser atrapado con grandes cantidades de un producto poco comercializable.
A fines de 1984 cuando un distribuidor de Hong Kong preguntó a Cutter sobre el nuevo medicamento, los registros demuestran que Cutter respondió que «agote las existencias» de la vieja medicina antes de cambiar por «su mejor y más seguro» medicamento.
Varios meses más tarde, cuando los hemofílicos de Hong Kong comenzaron a dar positivo en los test de VIH, algunos médicos locales comenzaron a preguntarse si los medicamentos sanguíneos estaban «contaminados con sida» de países menos desarrollados. Cutter negó la acusación, alegando que su viejo producto «no representaba un grave peligro» y que fue realizado del «mismo fino producto que hemos suministrado durante años».
En mayo de 1985 cuando el distribuidor de Hong Kong declaró una emergencia médica inminente y pidió la nueva medicina, Cutter alegó que la mayor parte de la nueva medicina se distribuía en Estados Unidos y en Europa, por lo que no tenían suficiente para Hong Kong, salvo por una pequeña cantidad para los «pacientes más vocales».
En Estados Unidos, la Administración de Alimentos y Drogas (FDA) había ayudado a mantener lejos esas noticias de la opinión pública. En mayo de 1985, el regulador de productos sanguíneos de la FDA, el doctor Harry M. Meyer Jr., creyendo que las compañías habían roto un pacto voluntario para retirar el viejo medicamento, convocó a una reunión a los funcionarios de diferentes empresas y los compilió a cumplir.
Según las notas de reunión de Cutter, el doctor Meyer les pidió que el asunto sea «resuelto tranquilamente, sin alertar al Congreso, a la comunidad médica y al público», mientras que otra compañía señaló que la FDA quería que el asunto fuera resuelto «rápidamente y en silencio».
En los primeros tres meses de 1985, Cutter exportó más de 5 millones de unidades del tratamiento contaminado según los documentos en los que se declara:

Se han vendido 300 000 unidades a Argentina y quizá pidan más, y en el Extremo Oriente han pedido 400 000 unidades.
Informe de Cutter, marzo de 1985.

Al mismo tiempo, un funcionario de Cutter escribió «parece que ya no existe ningún mercado en el Lejano Oriente en donde podamos vender cantidades considerables del tratamiento en frío» y se dejó de enviar ese medicamento en julio de 1985.
Según el New York Times, los médicos y pacientes contactados en el extranjero desconocían el contenido de los documentos de Cutter y sus efectos son casi imposibles de calcular. Dado que muchos registros no están disponibles y porque era una época en la que la prueba del sida aún no se había desarrollado, no se puede saber con certeza cuántos hemofílicos se infectaron con el VIH antes que Cutter comenzara a vender su medicamento más seguro.
El New York Times halló estos documentos que habían pasado inadvertidos («memorandos internos, actas de reuniones de márketing de la empresa y télex a los distribuidores extranjeros») como parte de una producción en relación con las demandas de los hemofílicos estadounidenses que se describen a continuación.
El doctor Sidney M. Wolfe, director del Public Citizen Health Research Group, que ha estado investigando las prácticas de la industria durante décadas, los llamó «los más comprometedores documentos internos de la industria que he visto jamás».
El 22 de agosto de 2003, Bayer estuvo como la Rata de la Semana (Rat of the Week) en el segmento de la MSNBC. Al dialogar con Mark Papantonio, asesor legal de la serie, se discutió un artículo del New York Times de 2003 que hace referencia al producto diciendo que «lo tiraron... en Japón, España y Francia» ya que el producto era conocido por Bayer por afrontar riesgo de contaminación. A partir de 2003, el Departamento de Justicia de los Estados Unidos deberá investigar la participación de cualquiera de los ejecutivos de la compañía.

## Los casos en las cortes por países

Prevalencia del VIH en el mundo (1982-1996). Clave:
Sin datos
Menos de 0.1%
0.1-0.5 %
0.5-1 %
1-5 %
5-15 %
15-50 %

Este escándalo produjo un sinnúmero de casos en las cortes de justicia de diversos países.

### Canadá
En Canadá los análisis de sangre comenzaron a finales de 1985, unas 2.000 personas habían sido infectadas con el virus del VIH y unas 60.000 con hepatitis C. Tres demandas fueron presentadas contra la Cruz Roja canadiense por personas que habían recibido sangre contaminada, dos de los cuales posteriormente murieron de sida y el tercero de VIH positivo. En abril de 2001, la Corte Suprema de Canadá consideró a la Cruz Roja culpable de negligencia por no defender con eficacia a los donantes de sangre produciendo la infección por VIH.

### España
En España se calcula que unas 1.800 personas resultaron infectadas entre 1982 y 1995 con el virus de la hepatitis C y del VIH tras la utilización de hemoderivados con plasma sanguíneo infectado y por no realizarse las pruebas de testeo necesarias, produciendo la muerte de cientos de ellos. En junio de 2007 se reabrió una causa por el fallecimiento de dos hermanos por hepatitis C, aunque también eran portadores del virus del sida. De las declaraciones se extrajo que las compañías farmacéuticas implicadas, especialmente Baxter, llegaron a acuerdos extrajudiciales por cantidades ínfimas de dinero.

Los responsables de Hematología de (Hospital Universitario de) La Paz no comprobaron el estado de los derivados hematológicos que suministraban a sus pacientes. Y en el caso que nos ocupa estaban infectados por el virus del sida. Luego se supo que provenían de personas de baja fiabilidad (...). Aunque lo más grave es que, tras saberse, no se destruyeron los stocks contaminados.
José M. Ayllón, abogado de las víctimas.

Luego, entre 1993 y 1994, los jóvenes fueron nuevamente contaminados en el mismo hospital, esta vez por el virus de la hepatitis C. Ello fue posible por medio de una orden de febrero de 1993 en la que se aprobaba el uso de hemoderivados sin control adecuado de calor, como indicaba la ley, hasta el 31 de diciembre de 1995, tampoco se prevenía una desactivación o destrucción de la carga vírica.
La multinacional firma Baxter, principal responsable de los contagios en España por medio de su medicamento Hemofil, otorgó 24 millones de euros a las 1.350 familias de hemofílicos fallecidos (un 96 % del total) como compensación para no ser demandados. Y también existe la acusación contra la Federación Española de Hemofilia (FadHemo) como vehículo para canalizar esa compensación a los enfermos, hecho que es negado por su ex vicepresidente.
La compañía Baxter emitió un comunicado a las otras compañías implicadas que no habían ofrecido compensaciones monetarias: Grifols, Landerland y Cutter de Bayer para que se unieran. Finalmente, el abogado Michael Repiso, quién era el que encabezaba la causa de los infectados de FadHemo, anunció la cifra para cada infectado (vivo o muerto) en 18.030 euros, obteniendo con esta negociación el 33 % valuado en 8.113.600 euros en total. El 96 % de los demandantes rubricó el acuerdo, sólo el 4 % se negó a firmar.
En octubre de 1999 se reconoció a los padres de una de las víctimas por medio de la Audiencia Nacional, una compensación por la suma de 150 000 euros, obligando a Insalud a pagar por los daños morales producidos a la familia, pero Insalud recurrió la sentencia. Por ello, la causa recayó en la Audiencia Provincial de Madrid.

### Estados Unidos
En 1993, los mayores representantes de tres compañías (Baxter International, Rhône-Poulenc y Alpha Therapeutical) se reunieron con los líderes de la comunidad hemofílica para delinear los términos de una oferta por 125 millones de dólares. Al rechazar la oferta, David Shrager, abogado de los demandantes, presentó una demanda de acción en conjunto con Jonathan Wadleigh como principal demandante en nombre de los hemofílicos estadounidenses. Shrager había negociado previamente una resolución favorable para los hemofílicos canadienses, y posteriormente estableció un grupo de demandantes, dirigido por Wadleight para asesorarlo a él y a otros abogados. A principios de 1995, la Corte de Apelaciones del Séptimo Circuito de Chicago desechó la demanda, aduciendo que podía arruinar la industria.
Esto provocó una división entre Wadleigh y Corey Dublin, otro demandante, que favoreció la apelación del Séptimo Circuito de la Corte Suprema de los Estados Unidos para proteger los derechos de todos los hemofílicos afectados y no sólo de los que ya habían demandado, Shrager quería cambiar de rumbo y llevar a cabo un procedimiento federal separado porque tenía en su poder cientos de demandas individuales que habían sido presentadas en contra de la industria farmacológica. En junio de 1996, los grupos reconciliados buscaron propuestas de acuerdos con las compañías.
Mientras tanto, los productores de los anticoagulantes se encontraban tranquilos resolviendo muchas demandas individuales que fracasaron porque muchos estados tenían leyes protectoras de los tradicionales productos sanguíneos por responsabilidad en cuanto al reclamo por los productos. Sin embargo, el descubrimiento de unos documentos perjudiciales sobre la producción que citaban que las empresas habían recogido sangre de donantes de alto riesgo como los homosexuales y los presos, intensificaron las negociaciones informales en busca de una solución.
James y Matthews utilizaron las fuentes de la dirección de clínicas y un modelo espacial demográfico de los mercados de drogas ilícitas, informaron los datos de un período comprendido entre 1980 a 1995, en dónde las fuentes de plasma clínicas de los Estados Unidos fueron excesivamente representadas por la población llamada «sub clase» o de extrema pobreza en las secciones censales, y al mismo tiempo, demuestran que se enlazan estos mismos censos como vías de los mercados activos de drogas ilícitas.
En 1993, Bayer y las otras tres grandes compañías, acordaron en pagar un monto de 660 millones de dólares para resolver los casos en nombre de más de 6.000 hemofílicos infectados de los Estados Unidos en la década de 1980, con el pago aproximado de 100.000 dólares por cada hemofílico infectado.
El decreto de consentimiento negó los honorarios de los abogados contingentes y proporcionó un fondo de 40 millones de dólares para pagar a los abogados según la orden del tribunal.
Poco después de la liquidación, debido a que la ley de New York prescribe luego de tres años para que las personas puedan presentar una demanda luego del descubrimiento de una enfermedad, el gobernador de New York, George Pataki, firmó una ley que permite a las personas infectadas con productos a base de sangre, o sus sobrevivientes, el plazo de dos años para llevar demandas de responsabilidad de los productos en contra de los fabricantes.
Por ello, mientras que los miembros de clase se asentaron, se encuentran impedidos de poder realizar demandas contra las empresas, además el proyecto de ley establece un máximo de 75 personas con derecho a presentar demandas.
Los demandantes alegan que las empresas que fabrican y venden los productos a base de sangre como «medicinas» beneficiosas fueron contaminados con el virus del VIH y/o hepatitis C que resultaron en la infección en masa y/o muerte de miles de hemofílicos alrededor del mundo. El fracaso de las compañías para seguir la legislación federal de los Estados Unidos y realizar las pruebas de la hepatitis viral, aumentó el riesgo de plasma con VIH que ingresa en las mezclas de plasma.

### Francia
En Francia se estima que unas 4.000 personas, muchos de ellos hemofílicos, recibieron la sangre infectada con el virus del VIH.
Un exministro de Salud fue condenado por no defender adecuadamente a las personas de dicha sangre, provocando la muerte de cinco personas por sida, y la contaminación de otras dos personas en un período clave en 1985. Otros dos funcionarios del gobierno continuaron con la utilización del viejo stock de medicamentos sin calentar en el año 1985, aun cuando el producto calefaccionado ya se encontraba disponible y por ello fueron enviados a la cárcel. Aparentemente, los tres políticos retrasaron la prueba de detección de sangre estadounidense en Francia hasta que un producto del mismo tipo, de un rival francés, estuvo listo para ser comercializado en el mercado.

### Irán
En Irán, a partir de 2001, el exjefe del Centro de Transfusión de Sangre, el doctor Farhadi, fue a juicio junto con otros dos médicos por varios cargos, incluyendo negligencia por la importación de medicamentos contaminados con VIH de Francia, luego de que los pacientes contrajeran dicho virus. El caso fue seguido por las quejas de los familiares de unas 170 personas, muchas de ellas tan sólo niños, que sufren de hemofilia y talasemia en la sangre.

### Irak
En 1986 los funcionarios del Ministerio de Salud de Sadam Hussein determinaron que al menos 115 iraquíes hemofílicos habían contraído el virus del sida de los agentes de coagulación importados desde Francia y Austria. De acuerdo con el doctor Said I. Hakki, director de la Sociedad Iraquí Rojo Creciente, 189 hemofílicos con edades de los 6 meses a los 18 años, habían contraído el VIH a partir de hemoderivados que el Instituto Mérieux e Inmmuno habían vendido en Irak desde 1982 hasta 1986 sin ser detectado, posteriormente, el virus se extendió a 50 iraquíes más a través de las relaciones sexuales, el parto o la lactancia materna.
En agosto de 2005, los 35 sobrevivientes y las familias de los fallecidos junto con la Sociedad Iraquí Rojo Creciente demandaron al Ministerio de Salud, al Instituto Mérieux de Francia y a Inmmuno AG de Austria, dos empresas que habían adquirido o logrado que las empresas de Irak distribuyeran los productos contaminados. Cabe destacar que en la actualidad el Instituto Mérieux es propiedad de Sanofi-Aventis, mientras que Inmmuno AG fue adquirida por Baxter International en 1996.
Varios hemofílicos hablaron con el periódico New York Times en 2006, aun bajo el régimen de Sadam Hussein, y se vieron obligados a firmar «un pliego comprometiéndose a no trabajar, casarse, ir a la escuela, utilizar las piscinas públicas o barberías, visitar consultorios médicos o contar acerca de su condición» bajo pena de muerte. Las casas de estas familias tenían advertencias pintadas sobre ellas, en las que rezaba que debían alejarse porque la casa se encontraba contaminada con el virus del VIH y a los hermanos no infectados no se les permitía casarse. A partir del 2005, los hemofílicos infectados recibían unos 35 dólares al mes en concepto de ayuda por parte del gobierno, pero no medicamentos para el VIH.

### Italia
Angelo Magrini es la cabeza de la asociación de hemofílicos en Italia, él dice desde el año 2001 que unas 1.300 personas, incluyendo 150 niños, han fallecido por la sangre contaminada desde 1985.
Una corte de Roma ordenó al Ministerio de Salud que pague por los daños a 351 personas que contrajeron hepatitis C y VIH mediante las transfusiones de sangre, la corte se refirió a que el Ministerio actuó de forma demasiado lenta en introducir medidas para prevenir que el virus comenzara a esparcirse a través de la sangre donada, y que no estableció los chequeos adecuados en el plasma y los productos derivados del mismo. Fallecieron casi 100 personas desde que la corte expidió esta compensación para los familiares.
Más de 500 italianos hemofílicos de diversas partes del mundo comenzaron diversos juicios en cortes de los Estados Unidos desde julio de 2003.

### Japón
En Japón el Ministerio de Salud no prohibió los productos fríos hasta diciembre de 1985, después de conocer que se encontraban contaminados. Como resultado, 1.400 japoneses hemofílicos fueron expuestos al virus del VIH y unos 500 habían muerto para el año 2001.
En noviembre de 1995 el caso que llevaban los hemofílicos japoneses dio como resultado unos 420.000 dólares para cada víctima, con 235.000 provenientes de la industria farmacológica y lo restante proveniente del gobierno japonés. Esta es una suma mucho más elevada que la que se discute en las cortes estadounidenses.
En febrero de 2000, tres ejecutivos provenientes de compañías farmacológicas fueron acusados de la venta de productos contaminados con el virus del VIH y condenados a prisión. Posteriormente, en marzo de 2001, una corte de Tokyo quitó a los mayores expertos profesionales del sida por negligencia tras el escándalo.

### Portugal
En Portugal más de 100 portugueses hemofílicos fueron infectados con el virus del VIH luego de recibir las transfusiones del plasma contaminado que era importado y distribuido por los servicios públicos de salud. En 2001 una corte indicó a Leonor Beleza quién era Ministro de Salud, como responsable por la propagación del contagio mortal durante su estadía en el despacho en los años de 1980.